# Корытин, Сергей Александрович
Сергей Александрович Коры́тин (17 апреля 1922, Чарджуй—3 мая 2012, Киров) — советский и российский охотовед, териолог. Доктор биологических наук. Основоположник охотничьей этологии. Автор термина «тергоровая реакция (рефлекс)».

## Биография
Родился в городе Чарджуй в Туркестане, где родители, работники театра, находились во время гастрольной поездки. Отец, актёр русской драмы Александр Стратоникович Корытин (псевдоним Альянов), происходил из дворянского рода Корытиных Области Войска Донского. Мать, актриса Екатерина Николаевна Моржова, умерла через два года после рождения сына. В раннем детстве воспитывался тётей Любовью Николаевной Ермошиной (Моржовой) в Ульяновске. Большое участие во взрослении Сергея принимала бабушка Евпраксия Васильевна Моржова (Ананьева). Отец был заядлым охотником, постоянно брал сына на охоту, рыбалку, за грибами.
В 1940 году С. А. Корытин был призван в армию, в военно-морской флот на Дальний Восток. Проходил службу ЗАП ТОФ. Участник Советско-японской войны. Награждён Орденом Отечественной войны II степени. После демобилизации, в 1947 году поступил на охотоведческий факультет Московского пушно-мехового института. Получив диплом с отличием, остался в аспирантуре на кафедре биотехнии у профессора П. А. Мантейфеля. В 1958 году переехал с семьёй из Москвы в Киров. В 1972 году защитил диссертацию на соискание учёной степени доктора биологических наук — первым на Вятской земле. Увлекался резьбой по дереву, создавая скульптурные миниатюры («корешки») на основе причудливых корней и сучков, придуманных самой природой. Собрание миниатюр хранится в доме его дочери Елены в Кирове.
Скончался 3 мая 2012 года в возрасте 90 лет. Похоронен на Новомакарьевском кладбище в Кирове рядом с супругой.

## Научная и общественная работа
- Использование снотворных веществ для отлова диких зверей и птиц живыми. Диссертация на соискание учёной степени кандидата биологических наук (1956). Первая основополагающая теоретическая работа, которая дала толчок для развития в дальнейшем разработок по живоотлову зверей с помощью снотворных веществ («летающие шприцы» и т. п.)[6].
- Опыт изучения обонятельного поведения хищных млекопитающих. Диссертация на соискание учёной степени доктора биологических наук (1972).
- Имеет 8 авторских свидетельств на изобретения, в частности им было разработано устройство для самокольцевания животных, несколько конструкций ловушек для животных[6].

## Публикации
Автор 421 научной работы, в том числе 16 монографий (6 из которых переиздано) и брошюр.

### Монографии
- Корытин С. А. Запахи в жизни животных.— М.: Знание, 1978.
- Корытин С. А. Поведение и обоняние хищных зверей. Изд. 1-е.— М.: Изд-во МГУ, 1979.
- Поведение охотничьих животных. Сб. научных статей / Отв. науч. ред. С. А. Корытин.— Киров: Волго-Вят. кн. изд-во. Киров. отд-ние, 1981.
- Корытин С. А. Повадки диких зверей.— М.: Агропромиздат, 1986.
- Поведение охотничьих животных. Сб. научных трудов / Науч. ред. С. А. Корытин.— Киров: ВНИИОЗ, 1988.
- Рационализация методов изучения охотничьих животных. Методические рекомендации. Сб. статей / Науч. ред. С. А. Корытин.— Киров, 1988.
- Корытин С. А. Тигр под наркозом. Животные — наркотики — человек.— М.: Знание, 1991.
- Корытин С. А. Приманки зверолова. Управление поведением зверей с помощью апеллентов.— Киров, 1998.
- Корытин С. А. Повадки диких зверей. Изд. 2-е.— М.: URSS-Комкнига, 2006.
- Корытин С. А. Поведение и обоняние хищных млекопитающих. Изд. 2-е.— М.: Изд-во ЛКИ, 2007.
- Корытин С. А. Животные — наркотики — человек: Тигр под наркозом. Изд. 2-е.— М.: Изд-во ЛКИ, 2007.
- Корытин С. А. Приманки зверолова. Управление поведением зверей с помощью апеллентов. Энциклопедия по привлечению зверей: охотникам, зоологам, заводчикам, дрессировщикам, владельцам собак. Изд. 2-е.— М.: Изд-во ЛКИ, 2007.
- Корытин С. А. Четвероногие умницы / Обо всех хвостатых и рогатых.— М.: Софион, 2008.
- Корытин С. А. Следовая активность зверей.— Киров (Вятка): ГНУ ВНИИОЗ РАСХН, 2009.
- Корытин С. А. Запахи в жизни зверей. Изд. 2-е.— М.: URSS, 2009.
- Корытин С. А. Человек и медведь: как вести себя при встрече с опасным хищником. Меры безопасности: охотнику, лесорубу, геологу, туристу, грибнику, ягоднику, сельскому жителю и всем, кто может столкнуться с медведем. Изд. 2-е, испр.— М.: URSS, 2010.
- Корытин С. А. Сравнение поведения псовых (Canidae).— Киров: Омега, 2011.

### Учебные пособия
- Корытин С. А. Этология промысловых животных: Сигнализация у животных. Лекция для студентов-заочников по специальности «Биология» (специализация «Охотоведение»).— М.: ВСХИЗО, 1980.
- Корытин С. А. Этология промысловых животных: Ориентация животных. Лекция для студентов-заочников по специальности «Биология» (специализация «Охотоведение»).— М.: ВСХИЗО, 1981.

### Статьи
- Корытин С. А. Применение снотворных веществ для отлова диких животных // Рационализация охотничьего промысла.— вып. 5.— М.: Заготиздат, 1956 («Библиотека промыслового охотника»).
- Корытин С. Приборы ночного видения // Охота и охотничье хозяйство.— № 6.— 1970.— С. 18—19.
- Корытин С. Что представляет собой пахучая приманка // Охота и охотничье хозяйство.— № 7.— 1993.— С. 12—13.
- Корытин С. Столкнувшись с медведем // Охота и охотничье хозяйство.— № 2.— 1994.— С. 6—9.

## Членство в организациях
- Териологическое общество при РАН.

## Семья
- Жена — Маргарита Дмитриевна Азбукина (1929—2005), кандидат биологических наук.
  - Сын — Николай (род. 1953), доктор биологических наук, сотрудник Института экологии растений и животных Уральского отделения РАН.
  - Дочь — Елена (род. 1957), замужем за Иваном Николаевичем Соломиным (род. 1951), сыном заслуженного зоотехника РСФСР Александры Максимовны Соломиной.

## Память
14 апреля 2022 года в выставочном зале Кировского зоологического музея состоялось открытие выставки «Чудо-корешки профессора С. А. Корытина (к 100-летию со дня рождения)».

## Комментарии
1. ↑  В государственных документах, принадлежавших С. А. Корытину, и биографических публикациях о нём чаще упоминается позднейшее наименование этого населённого пункта — Чарджоу.